# Irsta landskommun
Irsta landskommun var en kommun i Västmanlands län.

## Administrativ historik
Kommunen bildades 1863 i Irsta socken i Siende härad i Västmanland. 
Vid kommunreformen 1952 inkorporerades kommunen i Kungsåra landskommun.

## Politik

### Mandatfördelning i Irsta landskommun 1938-1946
| 13 | 2 | 1 | 4 |

| 20 |

| 12 | 8 |

| 18 |

| 12 | 8 |

| 18 |